# Strange Kicks
Strange Kicks è il terzo album di studio del gruppo punk inglese Alternative TV, pubblicato nel settembre 1981 da I.R.S. Records. Fu pubblicato in quello stesso anno anche nei Paesi Bassi da Illegal Records e in Canada da I.R.S. Records.
Secondo alcuni rappresentò un passo indietro rispetto ai precedenti The Image Has Cracked e Vibing Up the Senile Man, in quanto meno originale e più allineato ai cliché new wave. L'album, pubblicato durante una temporanea riunione del gruppo, che si sciolse subito dopo, è stato così commentato dal cantante e chitarrista Mark Perry:
(Mark Perry)

## Tracce
1. The Ancient Rebels – 2:56
2. Strange Kicks – 2:44
3. Communicate – 2:47
4. Mirror Boy – 3:03
5. Anye Is Back – 2:46
6. My Hand Is Still Wet – 3:22
7. Fun Cuty – 2:47
8. TV Operator – 3:20
9. There Goes My Date with Doug – 2:55
10. Cold Rain – 3:49
11. Who Are They? – 3:23
12. Sleep in Bed – 3:04

## Crediti[2][6]
- Mark Perry - chitarra, voce
- Dee Dee Thorne - voce (traccia 9)
- Alex Fergusson - chitarra
- Brian James - chitarra (traccia 9)
- Richard Mazda - produttore, chitarra, percussioni, voce d'accompagnamento
- Dennis Burns - basso
- John Towe - batteria
- Ray Weston - batteria
- Alan Gruner - tastiere
- Jess Sutcliffe - ingegneria del suono
- Barbarann Reeves - artwork
- Watal Asanuma - fotografia
- Flash Gunn - fotografia